# Larimichthys
Larimichthys és un gènere de peixos de la família dels esciènids i de l'ordre dels perciformes.

## Taxonomia
- Larimichthys crocea (Richardson, 1846)[2]
- Larimichthys pamoides (Munro, 1964)[3]
- Larimichthys polyactis (Bleeker, 1877)[4][5][6][7][8][9][10]